# 希沃拉杰布尔
希沃拉杰布尔（Shivrajpur）是印度北方邦坎普尔讷格尔县的一个城镇。总人口10175（2001年）。

## 人口
该地2001年总人口10175人，其中男性5452人，女性4723人；0—6岁人口1675人，其中男888人，女787人；识字率62.46%，其中男性为68.82%，女性为55.11%。